# تيكومة غدية
تيكومة غدية (الاسم العلمي:Tecoma glandulifera) هي نوع غير مؤكد من النباتات يتبع جنس التيكومة من الفصيلة البنيونية.